# تیم ملی بسکتبال کره جنوبی
تیم ملی بسکتبال کره جنوبی، نماینده کره جنوبی در مسابقات بین‌المللی بسکتبال است. و توسط فدراسیون بسکتبال کره جنوبی اداره می‌شود
| رقابتها              | 1  | 2  | 3  |
| -------------------- | -- | -- | -- |
| بسکتبال قهرمانی آسیا | ۲  | ۱۱ | ۱۲ |
| چلنج کاپ آسیا        | ۰  | ۲  | ۰  |
| بازیهای آسیایی       | ۴  | ۶  | ۴  |
| بسکتبال شرق آسیا     | ۳  | ۰  | ۰  |
| بازیهای شرق آسیا     | ۱  | ۴  | ۱  |
| مجموع                | ۱۰ | ۲۲ | ۱۶ |

## مسابقات
|      | جایگاه  | بازی | برد | باخت |
| ---- | ------- | ---- | --- | ---- |
| ۱۹۴۸ | هشتم    | ۸    | ۳   | ۵    |
| ۱۹۵۶ | چهاردهم | ۷    | ۱   | ۶    |
| ۱۹۶۴ | شانزدهم | ۹    | ۰   | ۹    |
| ۱۹۶۸ | چهاردهم | ۹    | ۲   | ۷    |
| ۱۹۸۸ | نهم     | ۷    | ۲   | ۵    |
| ۱۹۹۶ | دوازدهم | ۷    | ۰   | ۷    |